# 范綱皓
范綱皓（1989年7月20日—），出生於台灣新竹縣，畢業於國立台灣大學建築與城鄉研究所，婚姻平權小蜜蜂發起人，性別議題倡議者，曾任民主進步黨青年發展部副主任 ，2020年9月7日接任民主進步黨網路社群中心主任 。

## 生涯
范綱皓成長於新竹縣竹北市，高中就讀新竹中學，大學就讀國立臺灣師範大學東亞學系，隨後取得國立台灣大學建築與城鄉研究所碩士，奠定他於空間規劃上的專業及參與社會運動的基礎，學生時期即透過經營社群積極投入性別平權運動，曾發起「婚姻平權小蜜蜂」行動，獲超過3萬人響應。 （页面存档备份，存于）

#### 婚姻平權小蜜蜂
蔡英文曾於2016年總統大選期間，提出「我是蔡英文，我支持婚姻平權」的政見。蔡英文政府執政後，多位民進黨籍立委皆曾提案，倡議修改《民法》中的婚姻制度，希望讓同性伴侶也能得到國家保障，引起社會廣泛討論。范綱皓認為，倡議婚姻平權應該要集結眾人，像小蜜蜂一樣深耕鄉里、發揮微小但是強大的力量。於是透過網路號召民眾上街倡議婚姻平權議題，婚姻平權小蜜蜂就此成立，全台各地超過3萬人自主號召，參與婚姻平權小蜜蜂行動。

#### 從政生涯
范綱皓於2020年5月20日接任民主進步黨中央黨部第十七屆青年發展部副主任。
2020年9月7日，民進黨網路社群中心原任主任廖泰翔被延攬至高雄市政府，遺缺由范綱皓接任。民進黨新聞稿指出，范綱皓擔任青年發展部副主任期間，負責青年部社群相關業務，與年輕世代KOL互動也非常熟悉，對於持續推動民進黨網路社群經營的工作也將可以立即接軌。
2020年12月7日，為推廣台灣傳統文化，蔡英文總統日前參與艋舺青山王遶境，官方YouTube頻道今推出最新系列「有英鬥陣」首支影片。民進黨社群中心主任范綱皓表示，前年蔡總統參與白沙屯媽祖遶境，是第一位成為「香燈腳」的台灣總統，顯見蔡總統對宗教活動的重視。這次新推出的「有英鬥陣」系列，將陸續展現蔡總統日常參訪拜廟的活動，也將由蔡總統的視角，帶大家深入體驗不同同溫層對宗教活動的看法，希望大家「有閒多鬥陣」。 （页面存档备份，存于）
2021年10月，民進黨開設Podcast頻道「耳朵出遊不出油」，以「蔡英文&DPP」為主打，請蔡總統、縣市首長、立委及政務官等上節目，為政黨進攻Podcast首例。民進黨網路社群中心主任范綱皓受訪表示，網路社群「分眾」越來越顯著，新的一年，IG絕對是主要戰場，將進入影像溝通的戰國時代。 （页面存档备份，存于）
2021年11月9日，總統蔡英文首度於Podcast平台獻聲，為「蔡英文＆DPP」的「耳朵出遊不出油」錄製內容，談論國際外交和公投議題，播出後隔日衝上APPLE Podcast新聞類排行榜第一名、全分類排行榜第三名。 （页面存档备份，存于）
2021年12月5日，因應12月18日四大公投，民進黨今天推出創意周邊，加強與年輕族群互動溝通，包括能源議題小物、DIY立體小卡；民進黨和插畫家合作Q版立體DIY小卡，總統蔡英文比出「四個不同意」的手勢。
范綱皓說，希望能透過可愛的造型小卡，提高年輕族群的使用意願，並透過線上、線下活動結合，吸引更多民眾下載小卡或在社群上自主宣傳，為公投宣傳達到最大擴散效益，已經有不少民眾搶先下載製作，民眾可以直接在蔡總統臉書和IG上直接下載檔案。 （页面存档备份，存于）
2022年7月26日，民進黨推出首支系列政績影片「原來，我們已經一起走了這麼遠」。影片陳述過去2年半的防疫成績，特邀台北市長參選人陳時中擔任旁白配音。
影片規劃由民進黨網路社群中心主責，主任范綱皓表示，過去2年多，大部分的台灣人每天都聽陳時中的記者會，他的聲音大家都很熟悉，邀請他來擔任旁白配音非常適合。錄音時，他情緒流露非常自然，因此很快就完成錄音。 （页面存档备份，存于）
2024年5月16、23日，麥卡貝「一日系列」影片於Youtube頻道播出四集「一日總統幕僚」，拍攝期間於2023年5月20日至2024年5月20日，完整記錄蔡英文總統的最後一年任期。范綱皓於影片中，擔任藝人邰智源的「學長」，穿針引線，以輕鬆的視角，帶領觀眾了解總統出訪，以及潛艦國造、國機國造、嘉義鐵路高架化、國造衛星發射等影響台灣的重大政策。

## 爭議
年齡歧視言論
2021年2月1日，中國國民黨青年部電商中心推出一款飛行夾克，中國國民黨文化傳播委員會主任委員王育敏示範拍照。范綱皓在臉書發文諷刺，國民黨青年部找來50歲的「阿姨」王育敏代言商品；民進黨的飛行夾克是找立法委員賴品妤與台北市黨部主任委員吳怡農示範拍照，這兩人「就是民進黨的年輕人代表」。中國國民黨副秘書長李彥秀在臉書發文批評，號稱進步的民進黨青年黨工，卻用年齡歧視的語言來攻擊在野黨的黨務主管。國民黨臉書粉絲專頁發文表示，國民黨主張，年齡絕非定義一個人能力的依據，年長者一樣能為公眾服務，不需要民進黨來定義；「今天民進黨的發言就是撕裂世代的鐵證」，請總統兼民進黨主席蔡英文公開制止民進黨黨務主管的不當發言。2月1日深夜，范綱皓刪除原文，承認「拿女性的年齡做評論，並不恰當，也失去討論議題的機會」。
2月2日，中國國民黨主席江啟臣說，蔡英文與行政院院長蘇貞昌至今始終不願意為「承諾跳票、開放萊豬進口」而道歉，范綱皓的道歉讓大家看見台灣未來不同的政治景象。中國國民黨立法委員陳玉珍分析，也許因為蔡英文在總統選舉過程中受到很多年輕人幫忙而極力吹捧這些年輕人，讓這些年輕人「一朝得志、少年得志」而有高傲的心態，忘記中華文化與日本文化都有虛懷若谷的精神。民進黨立委邱志偉說，政治工作者都應該謹言慎行、對任何事務的評論謹慎為之，范綱皓的原文是個人言論、不代表民進黨。民進黨立委趙天麟說，國民黨大部分地方黨部主任委員都屬於年紀老邁的世代，民進黨都已經由六年級生、七年級生當家。中國國民黨臺北市議員游淑慧在臉書發文諷刺，出來社會都是大人，大家比的是工作能力與貢獻，不要覺得「只要年輕，就自覺很神、無所不能」；沒有豐富的工作經驗，年紀輕輕就坐高位、領高薪，這種人叫做「高薪實習生」。「宅神」朱學恒在臉書發文諷刺，范綱皓認為「找兩個政二代來拍照」代表民進黨重視年輕人，民進黨已經長成了當年想要打倒的「靠派系血統決定一切」的樣子，「學國民黨學得真好」；同時諷刺，民進黨婦女部與民進黨青年部「再度陷入昏迷狀態」。
2月3日，台灣民眾黨粉絲專頁表示，民進黨一張吳怡農與賴品妤的時尚穿搭照，用揶揄國民黨的方式來凸顯自己非常重視年輕人，給大家「年齡歧視」的觀感，也讓更多活在基層、每天辛苦工作、只求溫飽的年輕世代感到何不食肉糜；奉勸民進黨，不要背棄年輕人的期望，最後只剩下大內宣的空殼。
2月10日，國民黨電商中心執行長陳冠安說，國民黨飛行夾克推出三天就賣出三百多件，加上帶動周邊商品銷售，三天總業績突破新台幣百萬元；原因除了國民黨整體氣勢回升，關鍵在於范綱皓的年齡歧視言論不但連民進黨支持者都看不下去、更引發國民黨支持者憤慨，中間選民也跟著關注到飛行夾克及周邊商品，從這個角度「我該感謝范綱皓」。
造謠製作國外疫苗假圖卡
2021年5月29日，范綱皓在臉書以自製圖卡發文，稱牛津－阿斯利康2019冠状病毒病疫苗（AZ疫苗）、莫德纳2019冠状病毒病疫苗（莫德納疫苗）、辉瑞－BioNTech 2019冠状病毒病疫苗（BNT疫苗）都是僅通過二期試驗就獲得各國緊急使用授權。有網友提出三種疫苗均有取得三期實驗部分結果的資料，向法務部調查局告發。5月31日，法務部調查局證實已受理案件，正在調查中。
2021年5月30日，臺北市立萬芳醫院精神科醫師潘建志表示，他已在臉書多次發文講過美國並沒有給AZ疫苗緊急使用授權，范綱皓寫錯了、錯得離譜，「這種事還是要聽醫生講，不是本行的人搞不清楚的」。范綱皓回應，他沒有唱衰國產疫苗、也沒有攻擊外國疫苗，他發文的討論皆有所本，「我不懂：攻擊國產疫苗，對現在的防疫有什麼幫助」。
2021年6月2日，國民黨舉辦記者會，批評民進黨側翼流傳疫苗相關假訊息，要求蔡英文政府不能只罰民進黨不喜歡、對民進黨不利的訊息。王育敏質疑，范綱皓造謠稱國際疫苗沒做三期實驗就緊急授權，背離科學事實的護航，背後是否有民進黨副秘書長林鶴明的角色。國民黨臺北市議員徐巧芯說，網紅不斷發似是而非的訊息混淆是非，民進黨應該公開譴責自家的網路社群中心主任（范綱皓）及網紅。
2021年6月9日，台灣事實查核中心發布查核報告指出，美国食品药品监督管理局（FDA）對於新冠肺炎疫苗的緊急使用授權審查，必須基於第三期臨床試驗或是此類試驗的中期分析；而截至6月7日，AZ疫苗尚未取得美國緊急使用授權。范綱皓回應，他沒有抹黑任何一家疫苗，FDA官網資料確實顯示三家疫苗都還屬於「收案階段」、也就是「還沒正式完成三期試驗」；他強調，他並無指控三家疫苗沒有做三期試驗，國產疫苗也沒有只做到二期。

## 外部連結
- 范綱皓的Facebook專頁
- 范綱皓的Instagram帳戶